# Pyrus betulaefolia
El peral hojas de abedul (Pyrus betulaefolia) es una especie de árbol frutal perteneciente a la familia de las rosáceas, la misma que el manzano. Es originario de la zona templada de Asia, y se destaca por sus peras de tamaño diminuto.

## Descripción
Árbol peral silvestre de hojas caducas que alcanza los 7,5 m de altura. Las flores en racimos de 5 a 10 flores blancas con estambres rojos son hermafroditas (tienen órganos masculinos y femeninos) y son polinizadas por insectos. El fruto es bastante pequeño midiendo apenas entre 5 a 15 mm de diámetro.

## Distribución y hábitat
Pendientes expuestas y planicies desde el nivel del mar hasta los 1800 m s. n. m. Son propios del este de Asia, y norte de China.

## Usos
Sus flores, frutos y hojas son comestibles.  Los frutos se pueden consumir crudos o cocidos. Las hojas se consumen cocidas. Las flores se secan, se prepara polvo y se las utiliza para saborizar tartas. Las hojas secas se utilizan para preparar infusiones.